# Pseudocuma tenuicauda
Pseudocuma tenuicauda is een zeekomma uit de familie van de Pseudocumatidae. De wetenschappelijke naam van de soort is voor het eerst geldig gepubliceerd in 1894 door Georg Ossian Sars.